# Erich Steiner (Maler)

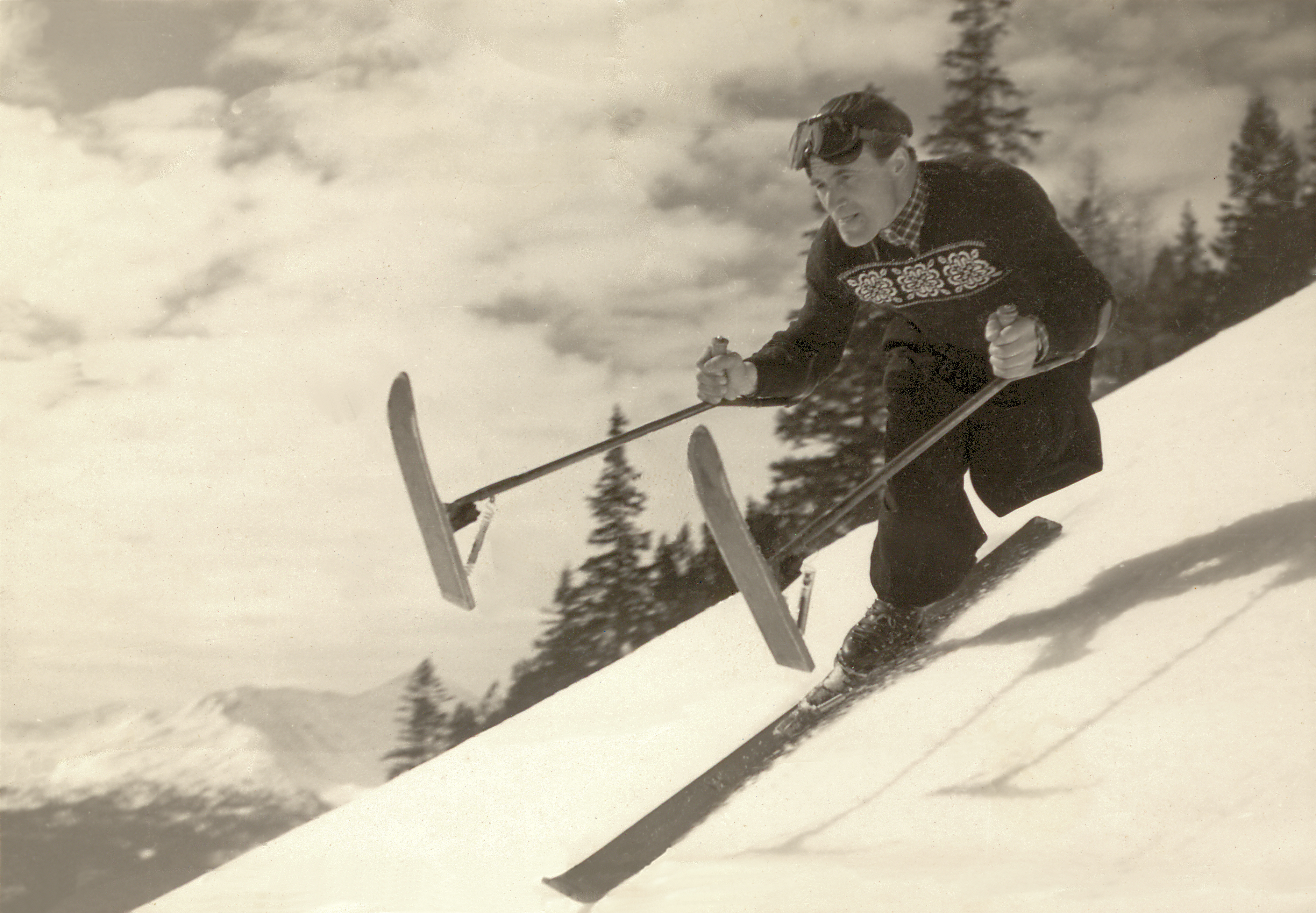
Erich Steiner beim Krückenskilauf (in den 1960er Jahren)

Erich Steiner (* 23. Juli 1917 in Ehrwald, Österreich; † 6. Juni 1997 ebenda) war ein österreichischer Maler und Sportler.

## Leben
Erich Arthur Steiner (vulgo „Guggerle“) wuchs als Einzelkind in Ehrwald/Tirol auf, wo er sich bereits in jungen Jahren mit Bergsteigen und dem Wintersport befasste. 1942 wurde er im Donezbecken in Russland von Granatsplittern verwundet und besuchte danach die Filmfachschule in Berlin sowie die Malerei- und Kunstkurse von Prof. Dzieia sowie Prof. Fritz Behn in München und Berlin. Von 1945 bis 1949 arbeitete Erich Steiner mit dem litauisch-neuseeländischen Expressionisten Rudolf Gopas zusammen, mit dem er in Ehrwald ein gemeinsames Atelier betrieb.

## Künstlerisches Schaffen
Erich Steiners künstlerisches Werk ist vor allem von den Bergen seiner Tiroler Heimat geprägt. Hauptmotiv waren die Landschaft des Außerferns, die er in einem reichhaltigen Schaffenswerk in verschiedenen Techniken, vor allem in Aquarell und Öl malte. Daneben fertigte er Plastiken und Glasmosaike an. Seine Landschaftseindrücke hat er auch auf seinen zahlreichen Reisen in die umliegenden Alpenländer in Gemälden festgehalten. Seine Gemälde finden sich heute in zahlreichen Privatsammlungen, öffentlichen Gebäuden und Hotels des Talkessels.

## Skifahrer
Nach seiner kriegsbedingten Verletzung, in der er ein Bein verlor, erlernte der ambitionierte Bergsteiger und Sportler den Krückenskilauf. Erich Steiner war zwischen 1949 und 1971 11-facher Österreichischer, 22-facher Tiroler Versehrtenskimeister und mehrfacher deutscher Meister im Versehrtenskilauf. 1952, 1954 und 1965 errang er den Weltmeistertitel im internationalen Versehrtenskilauf. Als Jugendtrainer wirkte er während seiner aktiven Skifahrzeit beim „Ski-Club Ehrwald“ 1907. Nachdem er in einer US-amerikanischen Filmproduktion einen tollkühnen Versehrtenskifahrer gespielt hatte, erhielt er von dort ein Angebot als Versehrtenskitrainer aktiv zu werden. Da er dazu seine Heimat hätte verlassen müssen, lehnte er das Angebot ab.

## Ausstellungen
- Innsbruck (1964)
- Ehrwald (1965):  Künstler aus drei Nationen in einer Ehrwalder Ausstellung (Lottie Gorn, Henry Dante Alberti, Erich Steiner)
- Ehrwald (1980)
- Ehrwald (1986)
- Ehrwald (1994):  Ausstellung „Künstler in Ehrwald“
- Ehrwald (1997 – posthum)